# Басоне (Маса-Карара)
Басоне је насеље у Италији у округу Маса-Карара, региону Тоскана.
Према процени из 2011. у насељу је живело 120 становника. Насеље се налази на надморској висини од 417 м.